# Leo Express
Leo Express a.s. (Eigenschreibweise: LEO Express) ist ein privates tschechisches Verkehrsunternehmen, das seit 2012 Schienen- und Busverkehr in Mitteleuropa betreibt. Es verkehrt hauptsächlich eigenwirtschaftlich auf der Strecke Prag-Ostrava, seine Züge fahren aber auch nach Košice und Krakau. Ergänzt wird das Netz durch Buslinien nach Polen und in die Ukraine. Seit Dezember 2019 betreibt Leo Express auch Regionalzüge in der Region Pardubice. Im Dezember 2023 übernahm das Unternehmen den regionalen Schienenverkehr auf der meistbefahrenen slowakischen Bahnstrecke zwischen Bratislava und Komárno.

## Linien

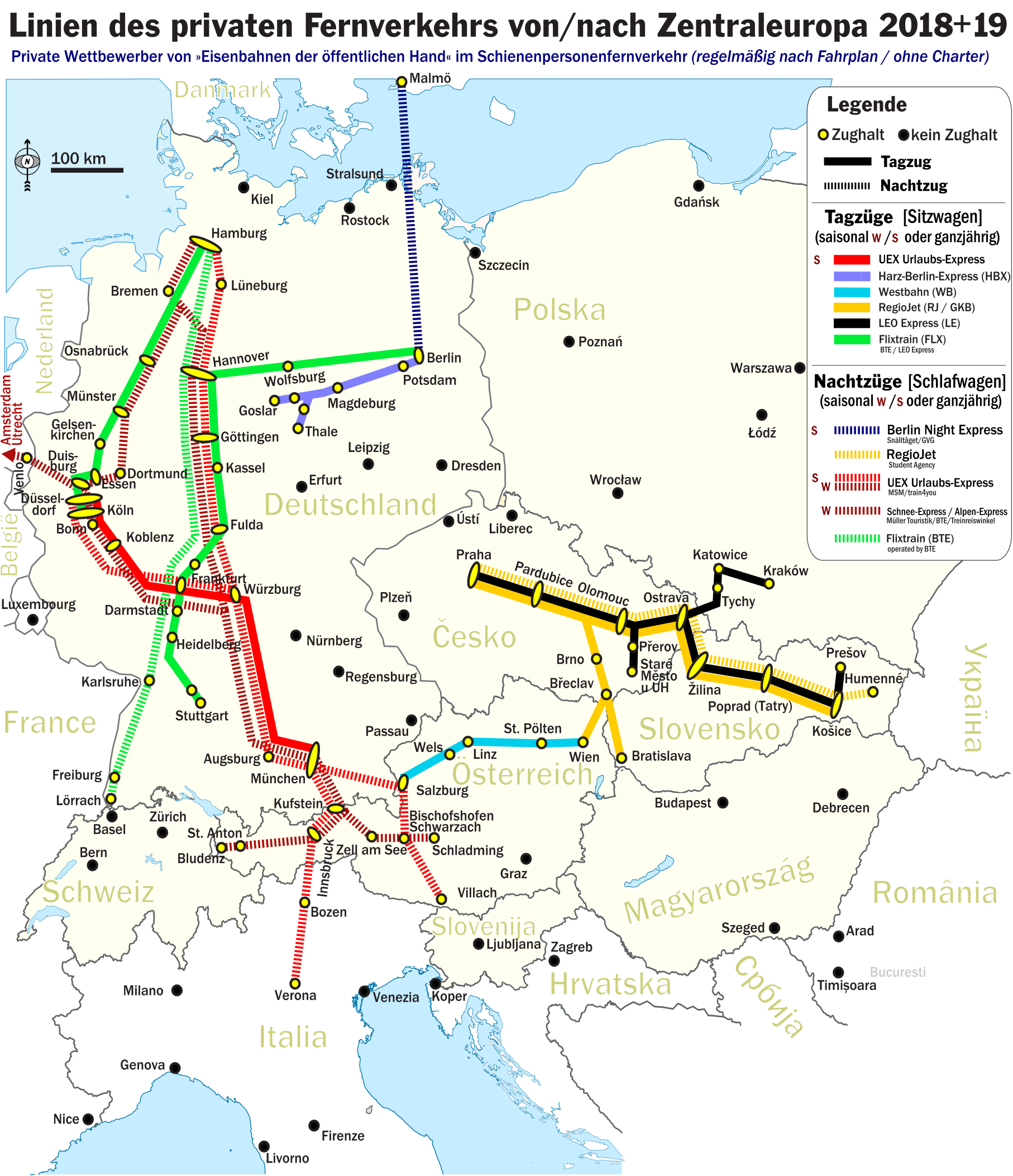
Routen und Halte der Leo Express Fernzüge (schwarz)

Auf der Achse Prag–Ostrava verkehren bis zu 11 Zugpaare täglich:
- Zwei Zugpaare fahren von Prag bis Košice (Slowakei)
- Vier Zugpaare verkehren zwischen Prag und Staré Město u Uherského Hradiště bzw. ein Zug zwischen Přerov und Staré Město u Uherského Hradiště
- Alle anderen Zugpaare fahren von Prag und enden entweder in Ostrava, Bohumín, Karviná oder Bystřice nad Olší

Daneben gibt es diverse Busverbindungen, die von firmeneigenen Bussen (Leo Express und Leo Express Easy) bedient werden. Diese verkehren unter anderem innerhalb Tschechiens zwischen Prag, Brünn, Budweis, Český Krumlov, Klatovy, Pilsen und Zlín. Teilweise besteht direkter Anschluss zu den Zügen von Leo Express.
Weiterhin bietet Leo Express Fahrkarten für Fernbusverbindungen von und nach Deutschland, Österreich, Polen, Slowakei und in die Ukraine an.
Ab 24. August 2017 betrieb das deutsche Tochterunternehmen den aus der Insolvenz erworbenen Fernzug Locomore in Deutschland auf der Strecke Berlin – Stuttgart im Auftrag von Flixmobility (Flixtrain). Nachdem dieses Unternehmen wegen der Corona-Pandemie die Leo Express GmbH im März 2020 zur Einstellung des Verkehrs aufforderte und danach weitere Zahlungen ausblieben, musste auch das deutsche Tochterunternehmen von Leo Express Anfang Oktober 2020 Insolvenz anmelden.
Im September 2021 schrieb die slowakische Regierung den Dienst auf der Bahnstrecke Bratislava–Komárno bis Dezember 2032 aus. Die Bahnstrecke Bratislava – Komárno ist ein öffentlicher Regionalverkehr, der auf einer 100 km langen Strecke mit 29 Bahnhöfen verkehrt und tägliche Mobilität mit Freizeitverkehr verbindet, da er durch ein Gebiet von hohem touristischem Interesse führt.
Bislang wurde die Strecke von der Slowakischen Staatsbahn (ZSSK) gemeinsam mit ihrem österreichischen Pendant, den ÖBB, betrieben.
Leo Express, das von Renfe als Mehrheitsaktionär unterstützt wird, reichte im Juli 2022 ein Angebot ein, das sich gegen sechs andere Bahnbetreiber durchsetzte. Einen Monat später erhielt das Unternehmen den Zuschlag. Der Vertrag über die Erbringung des Dienstes wurde im Dezember 2022 geschlossen. Um dies zu ermöglichen, schloss Renfe Alquiler ein Leasinggeschäft für 21 gebrauchte Dieselzüge des Modells Coradia Lint von Alstom ab.

## Fahrzeuge

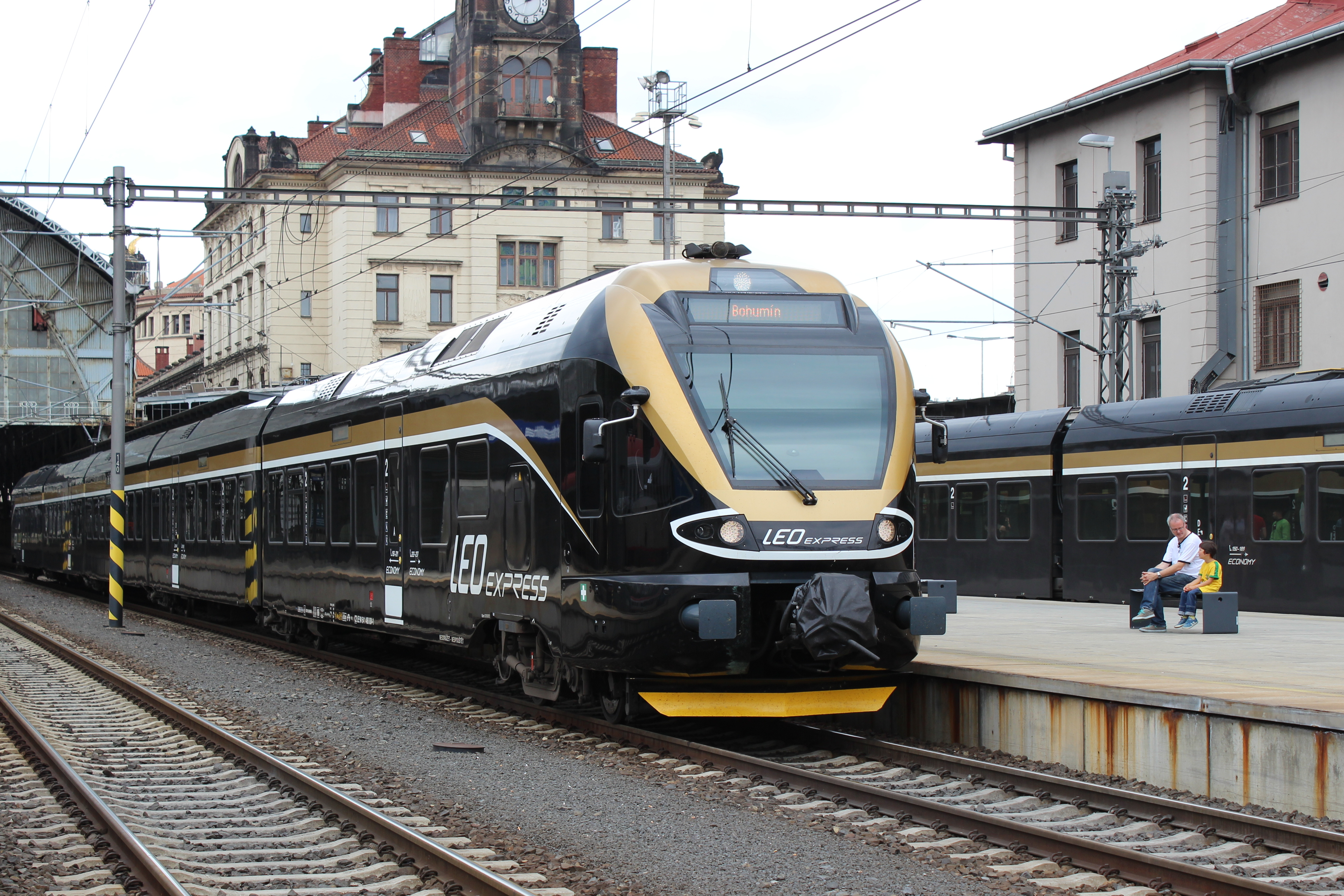
Leo Express in Praha hl.n.

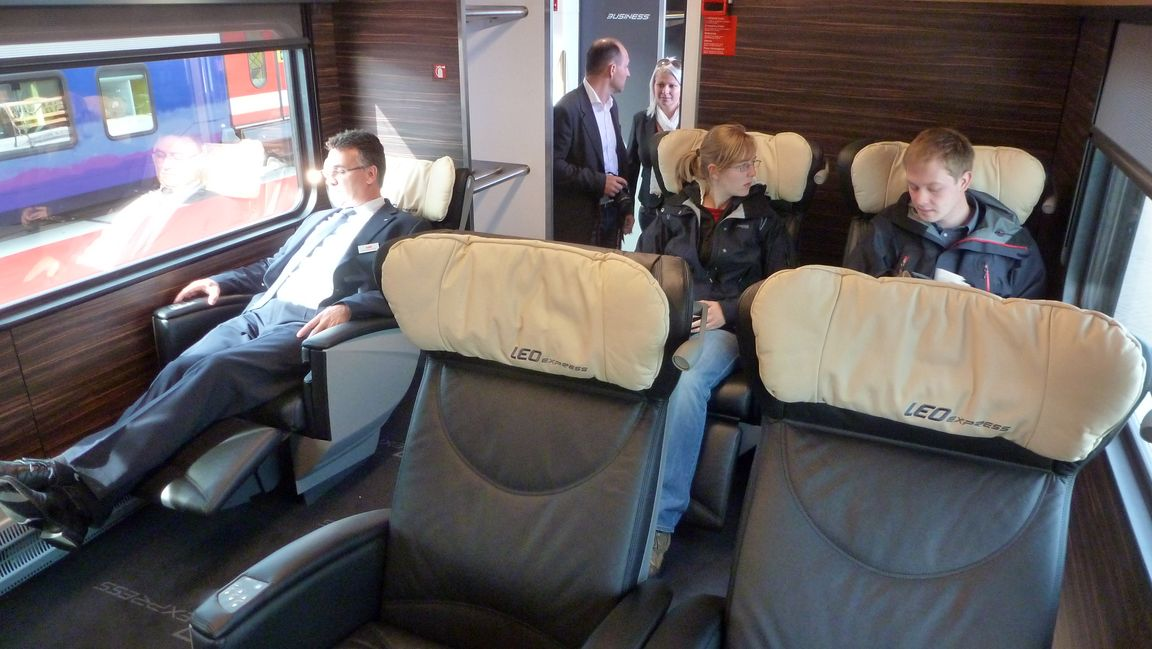
Innenraum (Premium)

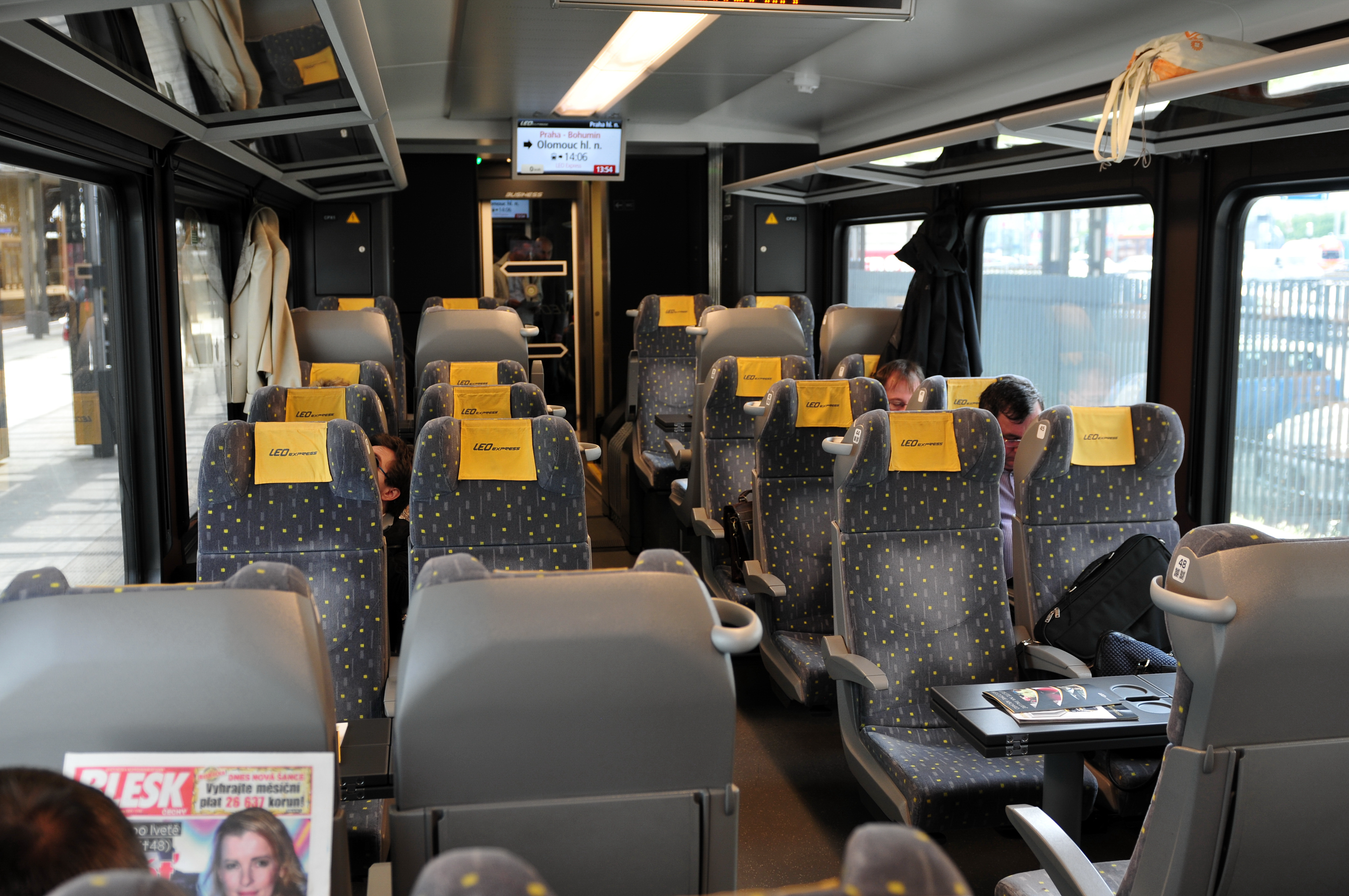
Innenraum (Economy)

### Stadler Flirt
Leo Express besitzt fünf elektrische Triebzüge vom Typ Stadler Flirt mit je 237 Sitzplätzen. Die 160 km/h schnellen Fünfteiler verfügen über vier Wagenklassen: Economy (2. Klasse), Economy plus, Business (1. Klasse) und Premium (Luxusklasse).

### CRRC Sirius
Im September 2016 schloss Leo Express mit dem chinesischen Schienenfahrzeughersteller CRRC einen Vertrag über die Lieferung von drei sechsteiligen Elektrotriebzügen Sirius mit Zweisystemausrüstung (3 kV Gleichstrom und 25 kV Wechselstrom). Für CRRC war dies der erste Auftrag in der Europäischen Union. Es bestand eine Option auf weitere 30 Fahrzeuge. Die Fahrzeuge befanden sich im Dezember 2020 in der Zulassungsphase. Die Indienststellung wurde für 2021 erwartet.
Im April 2022 wurde der Vertrag von Leo Express ohne Angabe von Gründen gekündigt. Nach einiger Verzögerung sind die Triebzüge bei RegioJet im Einsatz.

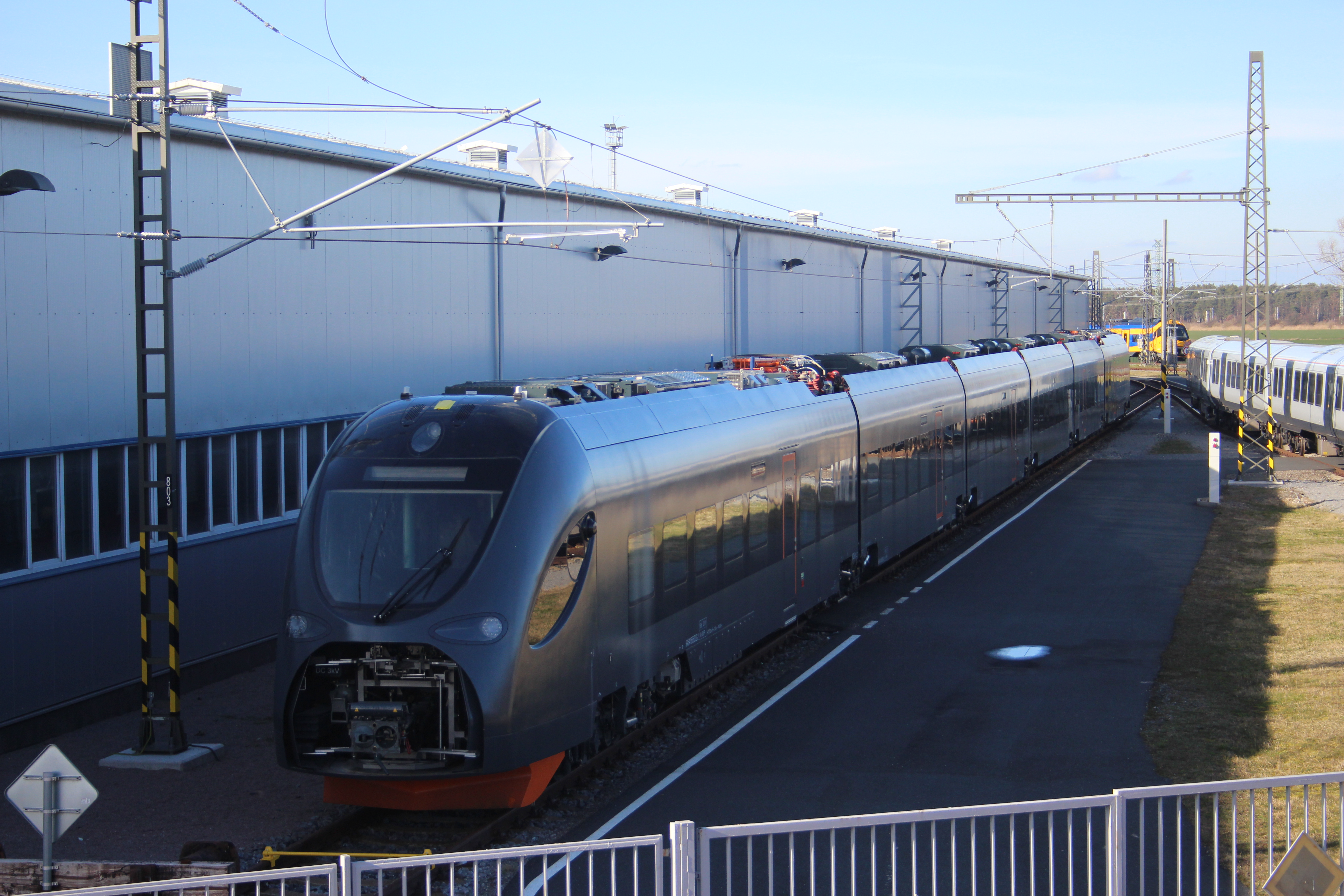
CRRC Sirius auf dem Versuchsring in Velim

### Alstom LINT
Mitte 2018 schloss Leo Express einen Mietvertrag für elf LINT-41- sowie vier LINT-27-Triebwagen ab, die seit Mitte 2019 zur Verfügung stehen. Diese wurden bis Dezember 2018 beim Harz-Elbe-Express eingesetzt und anschließend für den Betrieb in Tschechien angepasst.

## Vertrieb und Preise
Fahrscheine sind über das Internet, eigene und fremde Verkaufsstellen sowie beim Zugpersonal erhältlich. Das Unternehmen verwendet Steuerungspreise (Yield Management) mit Zugbindung.
Auf der Magistrale Prag–Ostrava liefert sich Leo Express nach Angaben der Fachzeitschrift Eisenbahn-Revue International einen „ruinösen Preiskampf“ mit der Staatsbahn České dráhy (ČD) und dem privaten Eisenbahnverkehrsunternehmen Regiojet. Fahrscheine für die 356 km lange Strecke waren 2015 bei Leo Express ab 99 CZK (etwa 3,88 €, entsprechend 1 Eurocent pro Personenkilometer) erhältlich.

## Marktposition und Ergebnis
Der Marktanteil von Leo Express auf der Hauptroute Prag–Ostrava lag 2013 nach Angaben des Unternehmens bei 30 Prozent. Die Konkurrenten ČD und Regiojet kamen demnach auf 25 bzw. 45 Prozent.
2013 verkaufte Leo Express etwa 800.000 Fahrscheine und produzierte rund 500 Mio. Personenkilometer. Die Einnahmen aus Personenverkehr lagen bei 158,3 Mio. CZK, was einem extrem niedrigen Durchschnittserlös von umgerechnet etwa 1,2 Eurocent je Personenkilometer entspricht; 2016 erwirtschafte das Unternehmen einen Umsatz von 95,4 Mio. CZK (etwa 10,9 Mio. Euro).

## Eigentümerstruktur
Bis zum Einstieg der RENFE besaß der Vorstandsvorsitzende Leoš Novotný jr. 80,55 Prozent der Anteile. Weitere Eigentümer waren Martin Burda mit 14 Prozent, Geschäftsführer (CEO) Peter Köhler mit 2,19 Prozent, Rockaway Rail s.r.o. mit 1,47 Prozent und weitere Personen mit zusammen 1,8 Prozent. Ende August 2021 übernahm das staatliche spanische Eisenbahnverkehrsunternehmen RENFE 50 Prozent der Anteile an dem in finanzielle Schwierigkeiten geratenen Leo Express durch eine Kapitalerhöhung. Dadurch soll der Internationalisierungsprozess des spanischen Betreibers verstärkt werden.